# Saint Luke
Saint Luke är en parish i Dominica. Den ligger i den södra delen av landet, 4 km söder om huvudstaden Roseau. Antalet invånare är 1 603. Arean är 7,8 kvadratkilometer.
Terrängen i Saint Luke är kuperad österut.
Följande samhällen finns i Saint Luke:
- Pointe Michel